# Susan Buck-Morss
Susan Buck-Morss, född 1942, är en amerikansk filosof. Hon är professor i politisk filosofi och statsvetenskap vid City University of New York. 

## Biografi
Buck-Morss studerade filosofi, sociologi och psykologi vid Institutet för socialforskning i Frankfurt. Hon avlade doktorsexamen år 1975 vid Georgetown University med avhandlingen Theodor W. Adorno and the Genesis of Critical Theory.